# Puente del Dragón (Da Nang)
El Puente del Dragón (en vietnamita Cầu Rồng) es un puente figurativo sobre el río Han en Da Nang, Vietnam.

## Historia
La construcción del Puente comenzó el 19 de julio de 2009 (el mismo día que se inauguraba el cercano Puente Thuận Phước) cuando el anteriormente primer ministro de  Vietnam Nguyen Tan Dung y varios oficiales de alto rango del gobierno asistieron a la ceremonia de puesta primera piedra.
El Puente del Dragon mide en total 666 m de longitud, 37,5 m de ancho con seis carriles para el tráfico rodado. Fue abierto al tráfico el 19 de marzo de 2013, con un coste cercano a los 88 millones de dólares (1,5 trillones đồng)  . El puente fue diseñado por la empresa estadounidense Ammann & Whitney Consulting Engineers con Louis Berger Group. La construcción fue iniciada por la compañía No. 508, un afiliado de la corporación de ingeniería y construcción civil No.5, y de la compañía de puentes No. 75.
Los trabajos principales fueron completados el 26 de octubre de 2012.  El Puente se abrió al tráfico el 29 de marzo de 2013, el 38.º aniversario de la liberación de la ciudad de Da Nang.
Este moderno Puente cruza el río Han. en la ronda  Duong/Bach Dang], que proporciona el enlace por carretera más corto desde el aeropuerto internacional de Da Nang a otras carreteras principales de la ciudad de Da Nang, y una ruta más directa a las playas My Khe y Non Nuoc en la parte este de la ciudad. El dragón está diseñado y construido de tal forma que el dragón expulsa fuego, lo cual hace todos los sábados y domingos a las 9 p. m.